# Догняни
Догняни (словац. Dohňany) — село, громада округу Пухов, Тренчинський край. Кадастрова площа громади — 28.75 км².
Населення 1858 осіб (станом на 31 грудня 2020 року).

## Історія
Догняни згадуються 1471 року.

## Географія
Протікає Гоштинський потік.

## Населення
| Рік:            | 1994. | 2004.   | 2014.   | 2024.   |
| --------------- | ----- | ------- | ------- | ------- |
| Кількість осіб: | 1714  | 1757    | 1755    | 1903    |
| Різниця:        |       | +2,50 % | -0,11 % | +8,43 % |

| Рік:            | 2023. | 2024.   |
| --------------- | ----- | ------- |
| Кількість осіб: | 1901  | 1903    |
| Різниця:        |       | +0,10 % |